# Farní sbor Českobratrské církve evangelické v Kralovicích
Farní sbor Českobratrské církve evangelické v Kralovicích je sborem Českobratrské církve evangelické v Kralovicích. Sbor spadá pod Západočeský seniorát.
Sbor byl založen roku 1922; kostel je z roku 1934.
Sbor administruje farář Karel Šimr (* 1975) z Chrástu u Plzně, kurátorkou sboru je Miluše Španbauerová.
Sbor vydává ve spolupráci se sborem Chrást u Plzně periodikum pro vlastní potřeby s názvem Poutník.
Roku 2021 schválil synod sloučení sboru v Kralovicích se sborem v Chrástu.

## Faráři sboru
- Jaromír Kryštůfek (1923–1927)
- František Šturc (1930–1937)
- František Novák (1943–1944)
- Jan Jelínek (1947–1952)
- Zdeněk Šaar (1964-1971)
- Marcela Čekalová (vikářka, 1971-1974)
- Miloslav Lojek (vikář, 1974-1975)
- Bohumír Koch (vikář, 1977-1982)
- Josef Koláčný (1982–1994)
- Anna Pavlosková (jáhenka, 1995–2001)
- Jana Kadlecová (2004–2013)